# Colonia Santa Cecilia, Zacatecas
Colonia Santa Cecilia är en ort i Mexiko.   Den ligger i kommunen Jalpa och delstaten Zacatecas, i den centrala delen av landet, 500 km nordväst om huvudstaden Mexico City. Colonia Santa Cecilia ligger 1 419 meter över havet och antalet invånare är 303.
Terrängen runt Colonia Santa Cecilia är varierad. Runt Colonia Santa Cecilia är det ganska glesbefolkat, med 26 invånare per kvadratkilometer. Närmaste större samhälle är Jalpa, 2,9 km söder om Colonia Santa Cecilia. Omgivningarna runt Colonia Santa Cecilia är en mosaik av jordbruksmark och naturlig växtlighet.